# スティーブン・ラム
スティーブン・ラム（Steven Rum、1956年10月22日 - ）は、イタリア生まれ、アメリカ合衆国のニューヨーク育ちの元プロ野球選手（外野手）。左投左打。
イタリア代表として国際大会出場を経験した選手として、初めて日本球界でプレーした。

## 来歴・人物
アマチュア野球のイタリア代表として、1980年の世界アマチュア野球選手権で好成績を残す。
1981年に阪神タイガースに当時類のなかった第3の外国人として入団。しかし、一軍登録のポール・デードが古傷を悪化させ解雇になり、その代わりに獲得したダン・ゴンザレスも怪我で出られなくなり、一軍で出場。良いと言える成績ではなかったが、残留。
しかし、1982年には出場7試合と出番が少なくなり、オフに解雇。

## 詳細情報

### 年度別打撃成績
| 年 度     | 球 団     | 試 合 | 打 席 | 打 数 | 得 点 | 安 打 | 二 塁 打 | 三 塁 打 | 本 塁 打 | 塁 打 | 打 点 | 盗 塁 | 盗 塁 死 | 犠 打 | 犠 飛 | 四 球 | 敬 遠 | 死 球 | 三 振 | 併 殺 打 | 打 率 | 出 塁 率 | 長 打 率 | O P S |
| --------- | --------- | ----- | ----- | ----- | ----- | ----- | -------- | -------- | -------- | ----- | ----- | ----- | -------- | ----- | ----- | ----- | ----- | ----- | ----- | -------- | ----- | -------- | -------- | ----- |
| 1981      | 阪神      | 57    | 195   | 171   | 21    | 46    | 8        | 2        | 4        | 70    | 15    | 1     | 4        | 6     | 1     | 16    | 2     | 1     | 34    | 1        | .269  | .335     | .409     | .744  |
| 1982      | 阪神      | 7     | 15    | 12    | 1     | 1     | 0        | 0        | 0        | 1     | 1     | 0     | 0        | 0     | 0     | 3     | 1     | 0     | 0     | 1        | .083  | .267     | .083     | .350  |
| 通算：2年 | 通算：2年 | 64    | 210   | 183   | 22    | 47    | 8        | 2        | 4        | 71    | 16    | 1     | 4        | 6     | 1     | 19    | 3     | 1     | 34    | 2        | .257  | .330     | .388     | .718  |

### 記録
- 初出場・初先発：1981年6月18日、対ヤクルトスワローズ12回戦（岡山県野球場）、7番・右翼手で先発出場、3打数無安打
- 初本塁打：1981年7月15日、対広島東洋カープ12回戦（広島市民球場）、1回表に池谷公二郎からソロ

### 背番号
- 38 （1981年 - 1982年）